# 曹良直
曹良直（？年—1643年），字古遺，山西汾陽縣（今山西汾陽市）人。明朝政治人物。

## 生平
崇禎九年丙子科山西鄉試第九名舉人，十年（1637年）联捷丁丑科進士，十一年四月授任河南尉氏县知县，本年十二月改灵寿知县，十三年調雄县，十五年擢兵科给事中，曾因制军事兵形条例八事而闻名，崇禎九年（1636年），与傅山一起为袁继咸辯誣。
崇禎十六年（1643年），劾首輔周延儒十大罪。是年秋，京師瘟疫流行，良直中疫而卒，年三十餘。

## 事跡
曾舉報駱養性洩露崇禎帝處決熊開元、姜埰密旨之事。